# Prelasko
Prelasko je naselje v Občini Podčetrtek.